# Alexander Lüdeke
Alexander Lüdeke (* 8. März 1968 in Castrop-Rauxel) ist ein deutscher Autor und Übersetzer.
Lüdeke befasste sich seit seiner frühesten Jugend mit historischen sowie militärischen Themen und baute im Laufe der Jahre ein umfangreiches Bild- und Textarchiv zu diesen Themengebieten auf. Er studierte von 1990 bis 1993 Humanmedizin an der Philipps-Universität Marburg und von 1993 bis 2000 Anglistik und Geschichte an der Universität Dortmund. Seit 2000 hat er  zahlreiche Sachbücher, insbesondere aus den Fachgebieten Geschichte und Militärtechnik, übersetzt und verfasst. 
Lüdeke lebt und arbeitet in Dortmund.

## Werke
- Druiden Tosa-Verlag, Wien, ISBN 978-3-85003-188-2.
- Waffentechnik im Zweiten Weltkrieg, Parragon Books, Bath, ISBN 978-1-4054-8584-5.
- Panzer der Alliierten: 1939–1945, Motorbuch Verlag, Stuttgart, ISBN 978-3-613-03108-1.
- Panzer der Wehrmacht – Band 1: 1939–1945, Motorbuch Verlag, Stuttgart 2008, ISBN 978-3-613-02953-8.
- Panzer der Wehrmacht – Band 2: Rad- und Halbkettenfahrzeuge, Motorbuch Verlag, Stuttgart 2009, ISBN 978-3-613-03015-2.
- Der Zweite Weltkrieg. Ursachen, Ausbruch, Verlauf, Folgen, Berlin 2007, ISBN 978-1-4054-8585-2
- Beutepanzer der Wehrmacht – Großbritannien, Italien, Sowjetunion und USA 1939–45, Motorbuch Verlag, Stuttgart 2011, ISBN 978-3-613-03359-7.
- Beutepanzer der Wehrmacht – Österreich, Tschechoslowakei, Polen, Niederlande, Belgien und Frankreich 1938–45 Motorbuch Verlag, Stuttgart 2011, ISBN 978-3-613-03291-0.